# Dasylabris maura
Dasylabris maura ist ein Hautflügler aus der Familie der Ameisenwespen (Mutillidae).

## Merkmale
Die Wespen haben eine Körperlänge von 7 bis 13 Millimetern (Weibchen) bzw. 10 bis 15 Millimetern (Männchen). Die Weibchen haben einen schwarzen Kopf und Hinterleib; ihre Fühler und Beine sind dunkelbraun. Ihr nach vorne und hinten nach innen gewölbter Thorax ist rot. Die Stirn, das Ende des ersten Tergits sowie ein runder Fleck an der Basis samt zwei breiten Flecken am Ende des zweiten Tergits, Flecken mittig auf dem vierten und fünften Tergit und die Endfransen des zweiten und dritten Sternits sind hell behaart. Das erste Tergit ist schmal und vom zweiten Tergit knotig abgetrennt. Der Kopf, die Pleura am Mesonotum, die Fühler, die Beine und der Hinterleib der Männchen sind schwarz. Der Thorax ist dorsal rot. Es befinden sich helle Haarbinden am Ende des ersten und zweiten Tergits, das komplette dritte Tergit ist ebenso behaart. Einige weitere Haare befinden sich an der Basis des zweiten Tergits sowie an dem Endfransen des zweiten und dritten Sternits. Die kleinen, ovalen Tegulae sind rot. Das erste Tergit ist schmal und vom zweiten knotig abgetrennt.

## Vorkommen und Lebensweise
Die Art ist von Nordwestafrika über Süd- und Mitteleuropa nach Russland sowie bis in die Türkei verbreitet. Die Tiere fliegen von Mitte Mai bis Anfang September. Die Larven sind Parasitoide von Ammophila heydeni, Bembecinus tridens, Sphex occitanicus und wahrscheinlich auch von Eumenes arbustorum. 